# Messelmoun
Messelmoun (em árabe: مسلمون) é uma comuna localizada na província de Tipasa, Argélia. Sua população estimada em 2008 era de 7 564 habitantes.